# Marco Fabio Buteone
Marco Fabio Buteone (in latino: Marcus Fabius Buteo; fl. 245 a.C.-216 a.C.) è stato un politico romano, fratello di Numerio Fabio Buteone (console nel 247 a.C.).

## Biografia
Nel 245 a.C. fu eletto console e combatté i Cartaginesi in Sicilia; nel 241 a.C. divenne censore e nel 216 a.C. fu nominato dittatore (senza magister equitum) dal console Gaio Terenzio Varrone, che era stato da poco sconfitto nella battaglia di Canne. Si verificava così a Roma una situazione particolare, dove si trovavano eletti due dittatori in contemporanea: Fabio Buteone e l'ex censore Marco Giunio Pera. Appena eletto dittatore modificò l'elenco dei Senatori membri, nominandone 177 di nuovi, in seguito alle numerose morti avvenute durante i primi anni della seconda guerra punica. Il giorno stesso che terminò di assolvere ai suoi doveri tornò ad essere un normale privato cittadino.